# 莉莉·索碧斯基
莉莉安·露達比特·葛洛亞·艾爾賽維塔·「莉莉」·索碧斯基（英語：Liliane Rudabet Gloria Elsveta "Leelee" Sobieski，1983年6月10日—）或簡稱莉莉·索碧斯基（英語：Leelee Sobieski），是一名美國女演員和藝術家。曾出演過的知名作品如電影《彗星撞地球》（1998年）、《大開眼戒》（1999年）、電視電影《聖女貞德》（1999年）和《華沙起義》（2001年）；其中，憑《聖女貞德》入圍了黃金時段艾美獎和金球獎。索碧斯基於2012年時宣布息影，並以莉莉·坎摩爾（英語：Leelee Kimmel）之名開始擔任藝術家，擅長繪畫和雕塑抽像作品。

## 早期生活
莉莉·索碧斯基出生於紐約市。母親伊莉莎白·索碧斯基（Elizabeth Sobieski）的娘家姓為所羅門（Salomon），是美國電影製片人兼編劇；而父親尚·索碧斯基（Jean Sobieski）是法國出生的畫家和前演員。她還有一個弟弟羅伯特·「羅比」（Robert "Roby"）。
索碧斯基的第一個名字「莉莉安（Liliane）」是她的祖母的名字。中間名「艾爾賽維塔（Elsveta）」取自「伊莉莎白塔（Elżbieta）」，即波蘭語中的「伊莉莎白（Elisabeth）」。她的外祖父羅伯特·所羅門（Robert Salomon）是猶太人，美國海軍上尉。外祖母是阿什肯納茲猶太人和荷蘭人的後裔。索碧斯基出生在一個「泛宗教」家庭，並為此感到自豪。她於2001年畢業於崔佛·戴學校（Trevor Day School），後在布朗大学學習文學和美術，但沒有畢業。

## 個人生活
索碧斯基過去在法國生活時，從她的父親那學會了一口流利的法語。2009年1月，索碧斯基開始與時裝設計師亞當·坎摩爾（Adam Kimmel）交往，他是美國房地產開發商馬丁·坎摩爾的兒子和美國賽船手兼設計師唐納德·阿羅諾的孫子。兩人於2009年5月28日訂婚，並於2009年6月23日對外公開；當時，索碧斯基在出席《頭號公敵》（2009年）首映會時被粉絲發現戴著訂婚戒指。該夫妻於2009年7月17日正式宣布他們的訂婚。
他們的女兒露易絲安娜·雷（Louisanna Ray）出生於2009年12月，而兒子馬丁（Martin）則出生於2014年8月。
2012年，索碧斯基證實「我不再拍片」。索碧斯基在受訪時透露，她只想專心照顧孩子，且拍戲也容易和他人產生複雜的關係。

## 外部連結
- 在AllMovie上莉莉·索碧斯基的頁面（英文）
- 莉莉·索碧斯基在互联网电影资料库（IMDb）上的資料（英文）